# Tanguy Viel

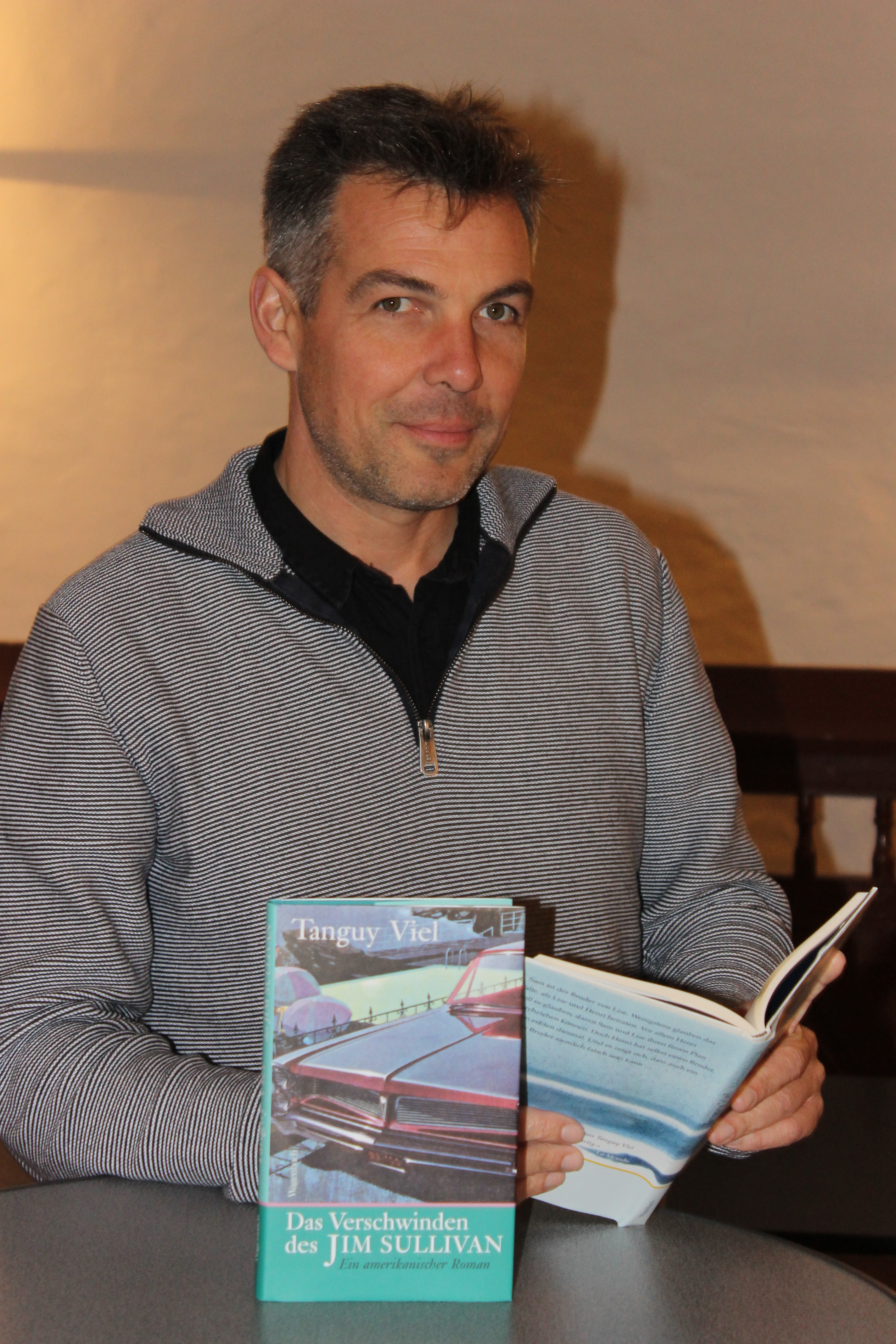
Tanguy Viel

Tanguy Viel (Brest, 7 de julho de 1973) é um escritor francês. 
Residente da Villa Médicis em 2003–2004, Viel foi premiado com o Prix Fénéon e o Prix littéraire de la vocation por seu romance L'absolue reflection du crime. Ele também foi condecorado com o Grande Prêmio RTL-Lire pelo romance Artigo 353 du Code pénal, em 2017.
A obra La fille qu'on appelle foi um dos nove romances da segunda seleção para o Prix Goncourt de 2021.